# 2NE1 TV 시즌 2
2NE1 TV 시즌2는 대한민국의 케이블 방송국 Mnet에서 방송하는 프로그램이다. YG 소속 음악 그룹 2NE1의 24시간 일상을 보여주는 리얼리티 프로그램이다. 본 방송은 9월 14일부터 11월 16일까지 오후 6시에 방송되었다.